# Marie Růžičková
Marie Růžičková (Trenčín, 18 novembre 1986) è una cestista slovacca.

## Carriera
Nel 2013-2014 è stata ingaggiata dalla Reyer Venezia.
Con la Slovacchia ha disputato due edizioni dei Campionati europei (2003, 2017).